# Classe Océan
Ne doit pas être confondu avec Classe Océan du XVIIIe siècle aussi appelée classe Commerce-de-Marseille.
La classe Océan peut être considérée comme la première classe de cuirassés de la marine française à être développée avec une batterie d'artillerie lourde installée au centre du navire, protégée par une succession de barbettes sur chaque flanc recevant une artillerie secondaire.

## Conception

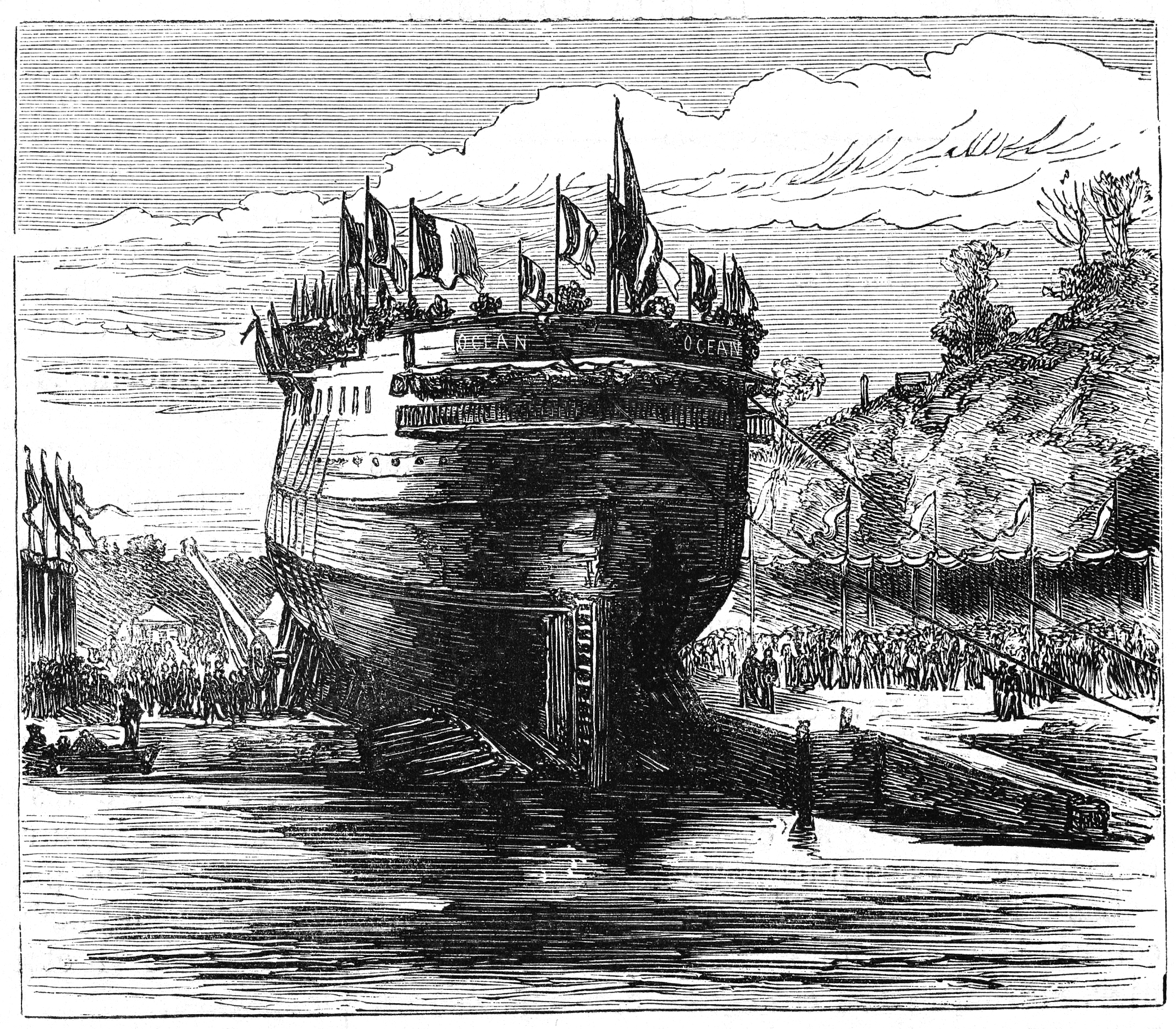
Lancement de la frégate cuirassée L'Océan

Les trois cuirassés de cette classe bénéficient encore de la double propulsion, moteur et voile. Le moteur est une machine alternative au charbon actionnant une seule hélice. C'est un gréement de trois-mâts développant une voile de 2 116 m2 (1 921 m2 pour le Suffren).
- un mât de misaine : phare carré, un petit hunier, et petit perroquet et une voile-goélette
- un grand mât : voile-goélette
- un mât d'artimon : brigantine

avec en plus, 2 voiles d'étais et un beaupré à 3 focs.

## Les unités de la classe
| Nom     | Lancement        | Armement        | Chantier naval    | Fin de carrière                           | Photo |
| ------- | ---------------- | --------------- | ----------------- | ----------------------------------------- | ----- |
| Océan   | 15 octobre 1868  | 15 juillet 1870 | Arsenal Brest     | vendu le 26 novembre 1894 pour démolition |       |
| Marengo | 4 décembre 1869  | 1er mai 1872    | Arsenal Toulon    | vendu en 1895 pour démolition             |       |
| Suffren | 24 novembre 1870 | 19 août 1873    | Arsenal Cherbourg | vendu le 15 août 1897 pour démolition     |       |

## Histoire
Océan : Il fut mis en service armé quatre jours avant la déclaration de la guerre franco-prussienne de 1870. Il stationna d'abord en mer du Nord avant de rejoindre l'escadre d'évolution en juin 1871.

En 1878, il subit une refonte de modernisation à l'Arsenal de Brest.

En 1891, il fut reclassé comme navire-école. Il fut démantelé en 1895.
Suffren :Il fut construit sur les plans du Dupuy de Lôme. Il opéra dans les escadres de la mer du Nord et de la Méditerranée. Il fut désarmé en 1896 et rayé de la flotte l'année suivante.